# Emily O'Reilly
Emily O'Reilly (Tullamore, 1957) è una scrittrice, politica e giornalista irlandese, primo Ombudsman (mediatore) donna a ricoprire, dal 2003, quel ruolo in Irlanda succedendo a Kevin Murphy. Viene eletta mediatore europeo dal Parlamento europeo il 3 luglio 2013, rieletta nel 2014 e nel 2019 per un mandato di cinque anni.

## Biografia
Ha studiato al Trinity College di Dublino, all'Università di Dublino e all'Università di Harvard, dove ha vinto un Nieman Fellowship in giornalismo.

### Giornalismo
Ha iniziato la sua carriera di giornalista negli anni '70. Da allora, ha ricoperto incarichi di rilievo presso The Irish Press e il Sunday Tribune, oltre a scrivere come editorialista politico al Sunday Times e come redattore politico del Sunday Business Post. Nel 1991 fece una lunga apparizione nel programma televisivo britannico After Dark, insieme tra gli altri a Patrick Cosgrave, JP Donleavy, David Norris e Francis Stuart.
Nel 1998 è diventata responsabile della rivista Magill. Si è dimessa nel settembre 1999 quando la pubblicazione sorella della rivista, In Dublin, è stata bandita dalla Censorship of Publications Appeal Board per la pubblicità di bordelli e servizi di prostituzione. O'Reilly è stata anche una conduttrice televisiva su Raidió Teilifís Éireann (RTÉ) e Today FM.
Nel corso della sua carriera giornalistica è stata premiata per due volte come "Giornalista dell'anno".

### Difensore civico irlandese
Il 1º giugno 2003 ha ricevuto il mandato di nomina a difensore civico irlandese e commissario per l'informazione dall'allora presidente dell'Irlanda, Mary McAleese, ad Áras an Uachtaráin. Ha detto del suo ruolo di lavoro: "Sarò un difensore civico ma non avrò difficoltà a essere chiamata nemmeno come difensore civico".
Dal 2007 O'Reilly è stato anche nominata Commissario per l'Informazione Ambientale ai sensi del Regolamento sull'accesso alle informazioni sull'ambiente (SI n. 133 del 2007).
Si è ritirata da queste posizioni ed è stata sostituita da Peter Tyndall nel dicembre 2013.

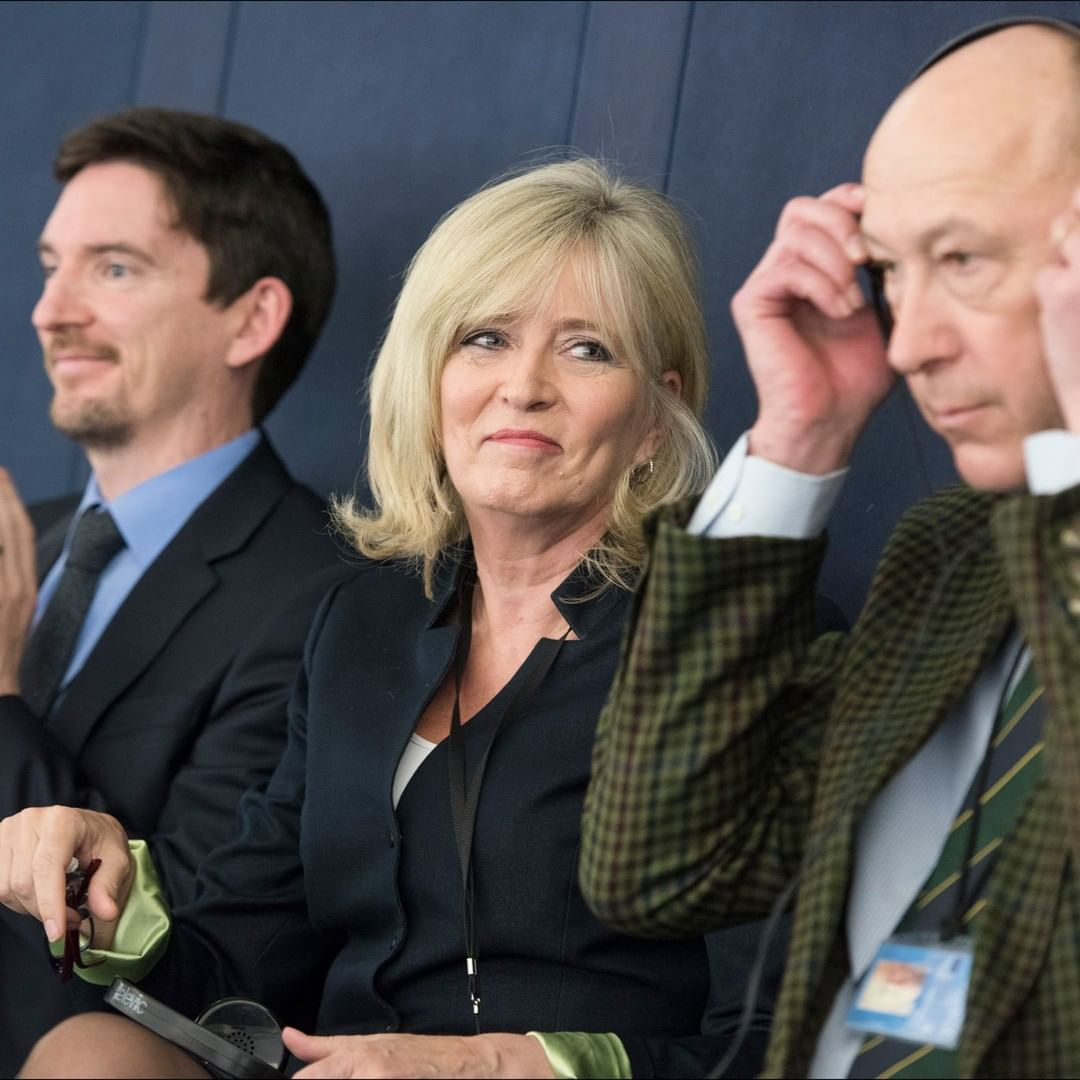
O'Reilly rieletta nel 2019 Mediatore europeo

#### Trasparenza negli enti irlandesi
In un discorso pronunciato a Dublino il 20 giugno 2006 all'Institute of Public Administration, O'Reilly ha criticato "alcuni fornitori di servizi, sia pubblici che privati" per essersi ritirati dal trattare personalmente con il pubblico attraverso l'uso di call center e Internet. Ha citato in questo contesto gli Irish Revenue Commissioners, sottolineando che una parte significativa dei clienti di questi organismi "non ha accesso al web" e quindi il livello di contatto personale è di conseguenza inadeguato.  Riteneva inoltre che l'accesso del pubblico alle informazioni ai sensi del Freedom of Information Act fosse stato "eccessivamente limitato", spesso al fine di proteggere interessi settoriali, come il rendimento delle scuole. Ha consigliato che la legge dovrebbe essere estesa per includere un certo numero di enti pubblici precedentemente esentati dalla legge, tra cui il Garda Síochána, la Banca centrale d'Irlanda e la National Asset Management Agency e che le commissioni addebitate erano un ulteriore inibitore.

### Mediatore europeo
O'Reilly è stata nominata Mediatore europeo dal Parlamento europeo nel 2013 e riconfermata nel 2014 e nel 2019. Il suo attuale mandato scade nel 2024.

## Opere
- Candidate: The Truth Behind the Presidential Campaign, Attic Press, 1991 ISBN 1-85594-021-3
- Masterminds of the Right, Attic Press, 1992 ISBN 1-85594-044-2
- Veronica Guerin,[12] Vintage, 1998 ISBN 0-09-976151-3